# Resistència tèrmica
La resistència tèrmica representa la capacitat d'un material per oposar-se al flux de la calor. En el cas de materials homogenis és la raó entre el gruix i la conductivitat tèrmica del material, en materials no homogenis la resistència és l'invers de la conductància tèrmica.

## Resistència tèrmica total
La resistència tèrmica total R  t  és la inversa del coeficient de transmissió de calor d'un element, que és la suma de les resistències tèrmiques superficials i la resistència tèrmica de l'element constructiu. Es verifica que:

## Capes homogènies
La resistència tèrmica R d'una capa homogènia de material sòlid, en metre quadrat per kelvin i per watt, ve donada per:
On {\displaystyle i} és el gruix de la capa (m) i {\displaystyle {\lambda }} (lambda) la conductivitat tèrmica del material, W/(K · m).